# 11시엔 MBC 스테이션
11시엔 MBC 스테이션은 목포MBC FM4U(FM 102.3MHz)에서 매주 토요일 ~ 일요일 오전 11시부터 낮 12시까지 방송되었던 DJ 전세영이 진행했던 전라남도 서남부 지역의 라디오 프로그램이다. 2023년 10월 1일 자로 3개월만에 폐지되었다.

## 같이 보기
- 목포문화방송
- MBC FM4U
- 이석훈의 브런치카페

| 목포MBC FM4U 주말 프로그램 |                           |                            |
| 이전                       | 11시엔 MBC 스테이션       | 다음                       |
| 오늘아침 정지영입니다      | 11시엔 MBC 스테이션       | 정오의 희망곡 김신영입니다 |
| 오전 9시 ~ 오전 11시       | 오전 11시 ~ 낮 12시       | 낮 12시 ~ 오후 2시         |
| 전국방송                   | 전라남도 서남부 지역 방송 | 일부 지역 자체 방송        |